# Elizabeth Reaserová
Elizabeth Ann Reaserová (nepřechýleně Reaser; * 2. července 1975, Bloomfield, Michigan, Spojené státy americké) je americká filmová, televizní a divadelní herečka.
Mezi její nejznámější filmy patří Hranice života, Základ rodiny, Líbezná země, Proti proudu a filmová série Stmívání. Nejznámější seriály, ve kterých se objevila, jsou Saved, Chirurgové a Seznam ex.

## Životopis
Narodila se v Bloomfieldu v Michiganu, bohatém předměstí Detroitu, jako dcera Karen Davidson (rozené Weidman) a Johna Reasera. Elizabeth je prostřední ze tří sester. Její nevlastní otec byl milionářský podnikatel William Davidson.
Navštěvovala Academy of the Sacred Heart v Bloomfield Hills. Po střední škole na rok chodila na Oakland University a poté na Juilliard School's Drama Division (1995-1999, skupina 28), kde absolvovala v roce 1999 s bakalářským titulem výtvarné umění.

## Kariéra
Objevila se v londýnských divadelních hrách, kde tvořili publikum dva lidi a připravovala se na svou roli v seriálu Saved tím, že trávila čas na pohotovosti, kde pozorovala chování lékařského personálu. V říjnu 2004 ji časopis Interview umístil do seznamu "14 rozvíjejících se a tvořivých žen". Její role ve filmu Líbezná země ji přinesla cenu Jury na Newport Beach Film Festival a nominaci na cenu Independent Spirit Award v kategorii nejlepší herečka v hlavní roli. Získala nominaci na Cenu Emmy v kategorii nejlepší hostující herečka v dramatickém seriálu, když se v roce 2007 objevila v několika epizodách seriálu Chirurgové.
Zahrála si roli Esme Cullen ve filmové sérii Stmívání, tedy ve filmech Twilight sága: Stmívání, Twilight sága: Nový měsíc, Twilight sága: Zatmění, Twilight sága: Rozbřesk – 1. část a Twilight sága: Rozbřesk – 2. část.
V říjnu 2010 se objevila v dramatickém seriálu televizní stanice CBS Dobrá manželka.

## Filmografie

### Film
| Rok  | Název                             | Role                     | Poznámky |
| ---- | --------------------------------- | ------------------------ | -------- |
| 2001 | Svatý boj                         | Miriam                   |          |
| 2001 | Třináct rozhovorů o tomtéž        | Mladá žena ve třídě      |          |
| 2002 | Emmettův cíl                      | Alison Holmes            |          |
| 2004 | Mind the Gap                      | Malissa Zubach           |          |
| 2005 | Hranice života                    | Athena                   |          |
| 2005 | Líbezná země                      | Mladá Inge               |          |
| 2005 | Základ rodiny                     | Susannah Stone Trousdale |          |
| 2006 | Sklapni a zpívej                  | Julep                    |          |
| 2006 | Puccini pro začátečnice           | Allegra                  |          |
| 2007 | Purpurové květy                   | Bernadette               |          |
| 2008 | Twilight sága: Stmívání           | Esme Cullen              |          |
| 2009 | Proti proudu                      | Liz Clarke               |          |
| 2009 | Twilight sága: Nový měsíc         | Esme Cullen              |          |
| 2010 | Twilight sága: Zatmění            | Esme Cullen              |          |
| 2011 | Znovu a jinak                     | Beth Slade               |          |
| 2011 | Umění zapadnout                   | Charlotte Howe           |          |
| 2011 | Twilight sága: Rozbřesk – 1. část | Esme Cullen              |          |
| 2012 | Svobodná umění                    | Ana                      |          |
| 2012 | Twilight sága: Rozbřesk – 2. část | Esme Cullen              |          |
| 2015 | Plot                              | Elizabeth                |          |
| 2015 | Hello, My Name Is Doris           | Dr. Edwards              |          |
| 2016 | Ouija: Zrození zla                | Alice Zander             |          |
| 2023 | Temná Sklizeň                     | Donna Shepard            |          |

### Televize
| Rok       | Název                                | Role                          | Poznámky                           |
| --------- | ------------------------------------ | ----------------------------- | ---------------------------------- |
| 1998      | Sports Theater with Shaquille O'Neal | Molly                         | díl: „Scrubs“                      |
| 2000      | Rodina Sopránů                       | Stace                         | díl: „Štětka“                      |
| 2002      | Zákon a pořádek: Zločinné úmysly     | Serena Whitfield              | díl: „Náš člověk“                  |
| 2004      | Taxík                                | Elaine Jones                  | díl: „Extreme Commerce“            |
| 2004      | The Jury                             | Rachel Byrnes                 | díl: „Pilot“                       |
| 2006      | Zákon a pořádek: Zločinné úmysly     | Jillian Slaughter             | díl: „Hrdost“                      |
| 2006      | Saved                                | Alice Alden, M.D.             | 13 dílů                            |
| 2006      | Policejní vyjednavači                | Anya Reed                     | díl: „Heroine“                     |
| 2007–2008 | Chirurgové                           | Jane Doe / Ava / Rebecca Pope | 17 dílů                            |
| 2008      | Wainy Days                           | Katharina / Annie             | díl: „The Waindow“                 |
| 2008      | Seznam ex                            | Bella Bloom                   | 12 dílů                            |
| 2010–2012 | Dobrá manželka                       | Tammy Linnata                 | 7 dílů                             |
| 2013      | Bonnie and Clyde: Dead and Alive     | PJ Lane                       | minisérie, 2 díly                  |
| 2014      | Temný případ                         | Laurie Perkins                | díl: „Tajný osud veškerého života“ |
| 2015      | Šílenci z Manhattanu                 | Diane                         | 2 díly                             |
| 2016–2017 | Easy                                 | Andi                          | 2 díly                             |
| 2017      | Manhunt: Unabomber                   | Ellie Fitzgerald              | 5 dílů                             |
| 2017      | Law & Order True Crime               | Pam Bozanich                  | 7 dílů                             |
| 2018      | The Haunting of Hill House           | Shirley Crain                 | 8 dílů                             |
| 2019      | Příběh služebnice                    | Olivia Winslow                | 3 díly                             |
| 2021      | American Crime Story: Impeachment    | Kathleen Willey               | 2 díly                             |

### Divadlo
| Rok  | Název                   | Role                              | Místo                         |
| ---- | ----------------------- | --------------------------------- | ----------------------------- |
| 1999 | Sweet Bird of Youth     | Heavenly                          | La Jolla Playhouse            |
| 2000 | The Hologram Theory     | Mimi                              | Blue Lights Theatre Company   |
| 2001 | Blackbird               | Froggy                            | Bush Theatre                  |
| 2001 | Closer                  | Alice                             | Portland Center Stage         |
| 2002 | Stone Cold Dead Serious | Shaylee Ledbetter / Sharice       | American Repertory Theatre    |
| 2003 | The Winter's Tale       | Perdita                           | Classic Stage Company         |
| 2005 | Top Girls               | Patient Griselda / Nell / Jeanine | Williamstown Theatre Festival |
| 2012 | How I Learned To Drive  | Li'l Bit                          | Second Stage Theatre          |
| 2014 | Conviction              |                                   | Bay Street Theater            |
| 2015 | The Money Shot          | Karen                             | Lucille Lortel Theater        |
| 2015 | Permission              | Cyndy                             | Lucille Lortel Theater        |

## Ocenění a nominace
| Rok  | Cena                             | Kategorie                                                   | Práce        | Výsledek  |
| ---- | -------------------------------- | ----------------------------------------------------------- | ------------ | --------- |
| 2006 | Filmový festival v Newport Beach | Ocenění poroty – Nejlepší herečka                           | Líbezná země | vítězství |
| 2006 | Women Film Critics Circle Awards | Nejlepší zobrazení ženy ve filmu                            | Líbezná země | vítězství |
| 2006 | Women Film Critics Circle Awards | Ocenění Karen Morley                                        | Líbezná země | vítězství |
| 2007 | Independent Spirit Award         | Nejlepší herečka v hlavní roli                              | Líbezná země | nominace  |
| 2007 | Cena Emmy                        | Nejlepší hostující herečka v dramatickém seriálu            | Chirurgové   | nominace  |
| 2008 | Screen Actors Guild Award        | Nejlepší obsazení dramatického seriálu                      | Chirurgové   | nominace  |
| 2009 | Prism Award                      | Nejlepší vystoupení ve více epizodách v dramatickém seriálu | Chirurgové   | nominace  |